# Война в Западной Сахаре
Война в Западной Сахаре (араб. حرب الصحراء الغربية‎, фр. Guerre du Sahara occidental, исп. Guerra del Sahara Occidental) — вооружённый конфликт, связанный с борьбой фронта Полисарио за независимость Западной Сахары сначала от Испании, а позднее — от Марокко и Мавритании. Война продолжалась с 1975 по 1991 год и завершилась подписанием перемирия с условием проведения референдума по вопросу о независимости. В силу различных трудностей референдум до сих пор не проведён.

## Предпосылки
В 1884 году Испания начала колонизацию территории на северо-западном побережье Африки. В 1958 году здесь была создана провинция Испанская Сахара. Местные племена вели борьбу против испанского владычества, и эта территория всегда считалась беспокойной. С началом процесса деколонизации после Второй мировой войны Испания столкнулась с новыми трудностями. В 1957—1958 годах претензии Марокко на район испанского города Сиди-Ифни привели к вооружённому конфликту между двумя странами. Рост национализма среди населения Западной Сахары привёл к формированию в мае 1973 года Народного фронта за освобождение Сегиет-эль-Хамра и Рио-де-Оро, известного по своей испанской аббревиатуре Полисарио.

## Ранний период войны
Сразу же после своего образования фронт Полисарио развернул вооружённую борьбу против испанцев. В 1975 году Испания приняла решение отказаться от своей колонии. Под давлением со стороны Марокко в ноябре 1975 года были заключены Мадридские соглашения, согласно которым территория Западной Сахары должна была быть разделена между Марокко и Мавританией. В ответ на это Полисарио 27 февраля 1976 года провозгласил создание независимой Сахарской Арабской Демократической Республики (САДР) и начал боевые действия уже против войск арабских стран.
Полисарио получал оружие и финансовые средства от Алжира, что позволило фронту вести эффективные партизанские действия. Это привело к быстрому выходу из войны Мавритании, страны с малочисленной армией и слабой экономикой. Даже поддержка Франции, направившей в страну эскадрилью истребителей-бомбардировщиков «Ягуар» своих национальных ВВС, не помогла переломить ход боевых действий. В 1978 году группа уставших от войны офицеров мавританской армии при поддержке французской разведки совершила переворот и сразу же заключила с Полисарио соглашение о прекращении огня. В 1978 году Марокко стал получать боевые самолёты Mirage F1. Однако марокканцы не смогли переломить ход боевых действий и понесли тяжёлые потери. В начале августа 1979 года Полисарио разгромили танковый полк марокканцев в Лебуйрате, десятки танков и бронетранспортёров были захвачены в полностью исправном состоянии. После поражения в Лебуйрате был подписан мирный договор, по условиям которого Мавритания отказалась от своих прав на часть территории Западной Сахары, признала САДР и вывела свои войска.

## Марокканский период
После выхода из войны Мавритании та часть Западной Сахары, которая должна была отойти ей, сразу была оккупирована Марокко. И в военном, и в экономическом плане Марокко была гораздо более сильным противником, чем Мавритания. Партизаны продолжали активно пользоваться поддержкой Алжира, боевые действия приняли затяжной характер. Марокканский воинский контингент в Западной Сахаре превысил 100 тыс. человек. Чтобы прекратить проникновение партизан с алжирской территории, марокканцы в 1981 году начали строительство стены в районах, прилегающих к границе. Это сооружение получило название «Марокканская стена» (фронт Полисарио называет её «стеной позора») и в целом позволило марокканским войскам установить контроль над значительной частью Западной Сахары. В октябре Полисарио при поддержке танков Т-55 разгромили мароканнскую военную базу в Гельта-Земмур. Набеги партизан не прекращались, хотя интенсивность военных действий никогда не достигала уровня начала 80-х годов. Стороны оказались в патовом положении, и 6 сентября 1991 года при посредничестве ООН заключили перемирие. В Западной Сахаре была развёрнута миротворческая миссия ООН (MINURSO). За время войны Полисарио сбили более 30 марокканских боевых самолётов и несколько вертолётов. 7000 марокканских и 2000 мавританских солдат было убито, 2200 марокканцев и неизвестное число мавританцев было взяты в плен. Полисарио потеряло 4000 убитыми и 200 пленными.

## Современное состояние конфликта
На сентябрь  2023 года в зоне конфликта поддерживается режим прекращения огня. Соглашения 1991 года предусматривали проведение в Западной Сахаре референдума по вопросу о независимости, однако возникла неясность с избирательными правами населения страны. Референдум постоянно откладывался, и его перспектива до сих пор остаётся неясной. В Западной Сахаре по-прежнему находятся военные силы Марокко и Полисарио; таким образом, конфликт окончательно не урегулирован. Фронт Полисарио несколько раз заявлял о готовности возобновить боевые действия, если возникнет такая необходимость.
В конце октября 2020 года один из участков дороги через буферную зону в Гергерате, соединяющую Марокко и Мавританию, заблокировали ополченцы фронта Полисарио. В ночь на 13 ноября войска Марокко приступили к установке кордона безопасности для обеспечения перемещения потоков товаров и людей через буферную зону. 14 ноября 2020 года лидер Сахарской Арабской Демократической Республики и генеральный секретарь Полисарио Брагим Гали объявил об окончании соблюдения режима прекращения огня с Марокко. Он также обвинил Марокко в нарушении перемирия. Начиная с 13 ноября 2020 года, армия САДР регулярно сообщает о серии ударов, нанесенных по позициям, военным базам и центрам снабжения марокканских войск, расположенным вдоль марокканской защитной стены.